# Miyandorud (Verwaltungsbezirk)
Miyandorud (persisch شهرستان محمودآباد) ist ein Schahrestan in der Provinz Mazandaran im Iran. Er enthält die Stadt Miyandorud, welche die Hauptstadt des Verwaltungsbezirks ist. Der Verwaltungsbezirk liegt am Kaspischen Meer.

## Kreise
Der Verwaltungsbezirk gliedert sich in folgende Kreise:
- Zentral (بخش مرکزی)
- Goharbaran (بخش گهرباران)

## Demografie
Bei der Volkszählung 2016 betrug die Einwohnerzahl des Schahrestan 55.053. Die Alphabetisierung lag bei 85 Prozent der Bevölkerung. Knapp 17 Prozent der Bevölkerung lebten in urbanen Regionen.
| Zensusjahr | Einwohnerzahl |
| ---------- | ------------- |
| 2011       | 55.776        |
| 2016       | 55.053        |